# Exilisia prominens
Exilisia prominens là một loài bướm đêm thuộc phân họ Arctiinae, họ Erebidae.